# Chiesa della Santissima Annunziata (Alassio)
La chiesa della Santissima Annunziata è un luogo di culto cattolico situato nella frazione di Solva, in piazzetta Santissima Annunziata, nel comune di Alassio in provincia di Savona. La chiesa è sede dell'omonima parrocchia del vicariato di Alassio della diocesi di Albenga-Imperia.

## Storia e descrizione
Situata nella frazione di Solva, venne eretta nel 1382 e riedificata nel 1480; il campanile fu edificato in epoca più recente, nel 1840.
La facciata è decorata in ardesia così come il bassorilievo presente sopra la loggia.
All'interno sono conservati affreschi del tardo medioevo, raffiguranti i Sette vizi capitali e dell'Inferno, nonché altre tele e sculture del XVII secolo.